# Reserva de la Base Aérea Grissom
Grissom AFB o Grissom Air Reserve Base (Reserva de Base Aérea Grissom) es un lugar designado por el censo y una base de la Fuerza Aérea de los Estados Unidos ubicada en el condado de Miami en el estado estadounidense de Indiana. En el Censo de 2010 tenía una población de 5537 habitantes y una densidad poblacional de 428 personas por km².

## Geografía
Grissom AFB se encuentra ubicado en las coordenadas 40°39′25″N 86°8′46″O / 40.65694, -86.14611. Según la Oficina del Censo de los Estados Unidos, Grissom AFB tiene una superficie total de 12.94 km², de la cual 12.93 km² corresponden a tierra firme y (0.06%) 0.01 km² es agua.

## Demografía
Según el censo de 2010, había 5537 personas residiendo en Grissom AFB. La densidad de población era de 428 hab./km². De los 5537 habitantes, Grissom AFB estaba compuesto por el 74.39% blancos, el 22.54% eran afroamericanos, el 0.33% eran amerindios, el 0.2% eran asiáticos, el 0.04% eran isleños del Pacífico, el 0.98% eran de otras razas y el 1.54% pertenecían a dos o más razas. Del total de la población el 4.64% eran hispanos o latinos de cualquier raza.